# Srbljani
Srbljani es un pueblo ubicado en el municipio de Bihać, en el cantón de Una-Sana, Bosnia y Herzegovina.

## Superficie
Posee una superficie de 8,46 kilómetros cuadrados.

## Demografía
Hasta 2013 la población era de 980 habitantes, con una densidad de población de 115,9 habitantes por kilómetro cuadrado.